# Lecane bifastigata
Lecane bifastigata är en hjuldjursart som beskrevs av Hauer 1938. Lecane bifastigata ingår i släktet Lecane och familjen Lecanidae. Inga underarter finns listade i Catalogue of Life.